# DN16
De DN16 (Drum Național 16 of Nationale weg 16) is een weg in Roemenië. Hij loopt van Apahida, ten oosten van Cluj-Napoca naar Reghin. De weg is 105 kilometer lang. 

## Europese wegen
De volgende Europese weg loopt met de DN16 mee:
- in Reghin (dubbelnummering met DN15A)